# Baskíria
Baskíria vagy Baskírföld, hivatalosan Baskír Köztársaság (oroszul Респу́блика Башкортоста́н, baskír nyelven Башҡортостан Республикаһы) autonóm köztársaság, az Oroszországi Föderáció tagja. Székhelye Ufa. Délről és délnyugatról az Orenburgi terület, nyugatról Tatárföld és Udmurtföld, északról a Permi határterület és a Szverdlovszki terület, keletről a Cseljabinszki terület határolja. Területe 143 600 km², 2002-ben népessége 4,104 millió fő volt, népsűrűsége 29 fő/km². 1919-ben alakult Baskír Autonóm Szovjet Szocialista Köztársaság néven, majd az Oroszországi SZSZSZK tagállama volt. 1992. március 25-én nyerte el mai igazgatási formáját. A köztársaság zászlajában látható sárga szimbólum a kuraj növény virága. Ebből a növényből készül a baskír nemzeti fúvós hangszer, amelynek neve szintén kuraj. A növény hét ága a baskír nép hét alapító törzsét szimbolizálja. Ufa az iszlám oroszországi központja, itt épül az ország legnagyobb mecsetje.
Oroszország európai részének délkeleti peremén, az Urál-hegység nyugati és keleti lejtőin terül el. Földrajzilag a régió átmenetet képez Európa és Ázsia között. Területe változatos: az északi részeket erdős-dombos vidékek, a középső részeket az Urál hegyvonulatai, míg délen sík sztyeppék és folyóvölgyek jellemzik. Legfontosabb folyói a Belaja és az Ufa, amelyek a Káma, illetve a Volga vízrendszeréhez tartoznak. Az éghajlat mérsékelten kontinentális, hideg telekkel és meleg, csapadékos nyarakkal. A térség gazdag természeti erőforrásokban, különösen kőolajban, földgázban, szénben és ércekben. A mezőgazdaság fejlett, főként gabonatermesztés, állattenyésztés és méhészet jellemző. Emellett Baskíria ipari központ is, különösen az olajfeldolgozás, vegyipar és gépgyártás terén. A régió változatos természeti tájai, erdei és tavai a turizmus számára is vonzerőt jelentenek.
Történelme szorosan kapcsolódik a türk eredetű baskír néphez, amely már az első évezredben megjelent az Urál hegység vidékén. A középkorban a térség különböző török és tatár birodalmak – többek között a Volgai Bolgár Birodalom, majd a Kazáni Kánság – fennhatósága alá tartozott. A 16. század közepén, Kazán elfoglalását követően, az Orosz Cárság fokozatosan kiterjesztette befolyását a baskír területekre. A 17–18. században több baskír felkelés tört ki az orosz uralom ellen, ám a 19. századra a régió teljes mértékben beilleszkedett az Orosz Birodalom közigazgatási rendszerébe. A szovjet korszakban, 1919-ben megalakult a Baskír Autonóm Szovjet Szocialista Köztársaság, amely az első nemzeti autonóm egység volt a Szovjetunión belül. A Szovjetunió felbomlása után, 1992-ben Baskíria – hivatalos nevén Baskír Köztársaság – az Orosz Föderáció tagjaként autonóm státuszt kapott. Ma a régió jelentős gazdasági központ, ugyanakkor nagy hangsúlyt fektet a baskír nyelv és kultúra megőrzésére, valamint az etnikai sokszínűség és együttélés fenntartására.

## Természetföldrajz

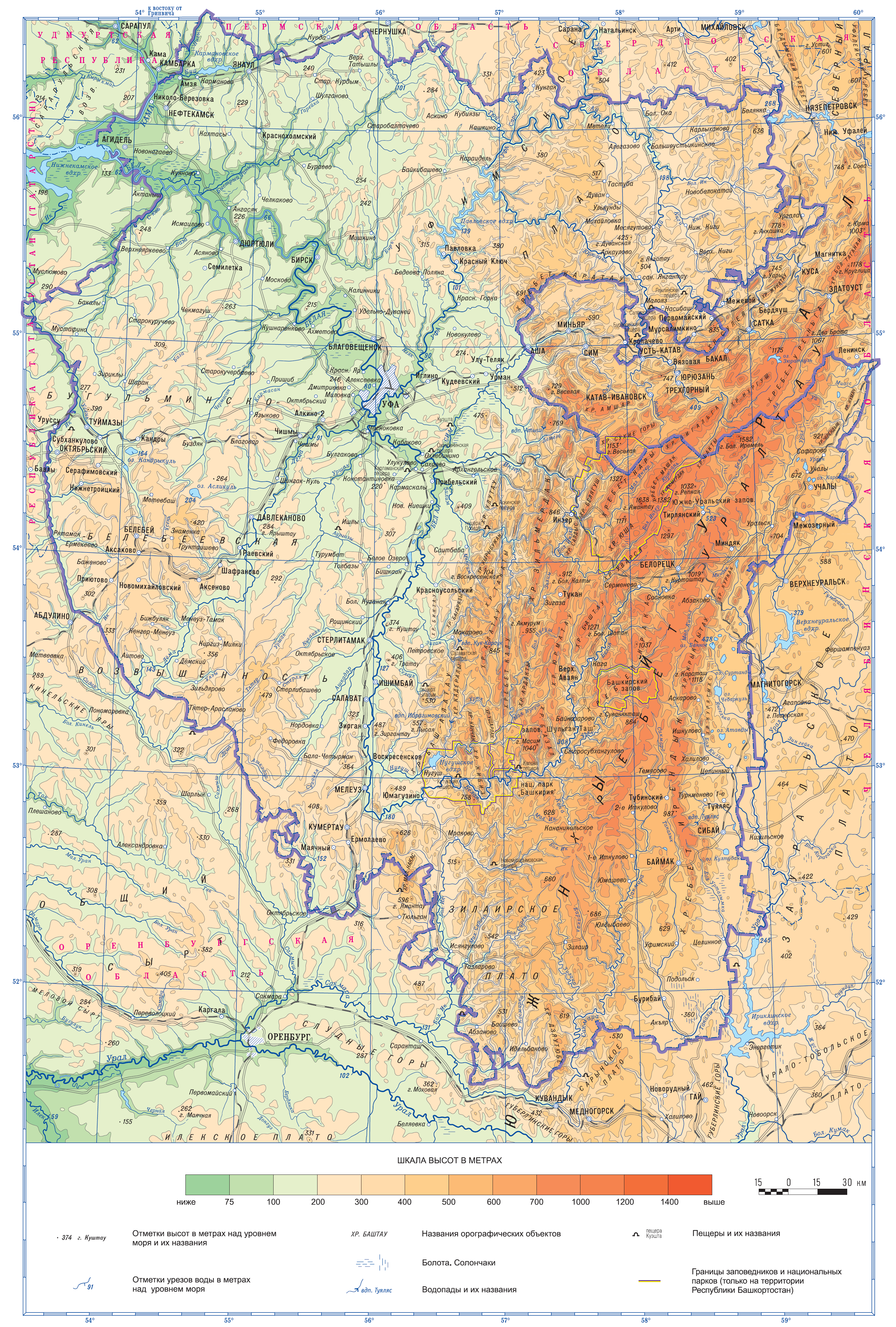
Baskíria domborzati térképe

Oroszország európai részének keleti peremén fekszik. Délről és délnyugatról az Orenburgi terület, nyugatról Tatárföld és Udmurtföld, északról a Permi határterület és a Szverdlovszki terület, keletről a Cseljabinszki terület határolja. Területe 143 600 km².
A köztársaság keleti részén a Déli-Urál egymással párhuzamos láncai húzódnak, a hegyvonulat itt a legszélesebb. A legmagasabbra a középső hegyvonulatok emelkednek: Masak-hegység (Jaman-tau 1640 m), Avaljak-hegység (Iremel 1582 m), melyek dél felé fokozatosan alacsonyodnak. Az ezzel párhuzamos keleti hegyláncok (Irendik-hegység, Kriktitau) meredeken lejtenek az Urál folyó völgye felé. A nyugati hegyláncok sorozata (Julma-tau, Alatau, Zilmerdak, Takati, Bas-Alatau) a Belaja (Adige) széles völgye felé egyre alacsonyodik (1000 méterről 500-ra). A Belaja-völgy Baskíria legtermékenyebb és legsűrűbben lakott része. A köztársaság legdélebbi részén a 659 m-es magasságot elérő Zilair-plató az Urál hegységjellegét elvesztett része, hullámos dombság. Az északkeleti részen az 517 m-ig emelkedő Ufai-platót az Ufa és mellékfolyóinak mélyen bevágott völgyei tagolják. Legnyugatibb része a Bugulma-Belebeji-hátsághoz (Ivanovszkoje, 420 m) tartozik, ahol értékes földgáz- és kőolajkészletei találhatóak.
Területe nagyrészt az erdős sztyepp övezetbe tartozik, az erdők Baskíria területének 40%-át borítják. Éghajlata kontinentális, a januári középhőmérséklet –14-17,5 °C, a júliusi 16,5-20,5 °C között változik. 

### Természetvédelem
A köztársaság területén, a Belaja folyó völgyében alakították ki 1986-ban a karsztformákban rendkívül gazdag Baskíria Nemzeti Parkot. A park feladata a Déli-Urál erdőinek és karsztformáinak védelme. A környéken található több más védett terület is, többek közt a Gadelsa-vízesés, a Kapova- és Kinderle-barlang, illetve a Kuperlja-kőhíd.

## Történelem
A korabeli arab feljegyzések szerint a baskírok (basgard néven említik őket) már a 9. században a mai Baskíria területén éltek. A 10. században kezdődött az iszlám vallás térhódítása és a 14. századra az egész nép áttért. A 10-13. században nyugati területei a volgai bolgár államhoz tartoztak. 1229–1236 között a tatárok foglalták el. A 15. században a mai Baskíria területe a kazanyi és a szibériai tatár kánságok, valamint a Nogáj Horda között oszlott meg. A baskírok Rettegett Iván orosz cárhoz fordultak védelemért a tatároktól. 1552-ben Kazany elfoglalásával lehetővé vált a moszkvai orosz állam további terjeszkedése kelet felé, 1557-re Baskíria legnagyobb része orosz uralom alá került (az Uráltól keletre fekvő területek csak a század végére). A 17. században orosz jobbágyok tömegei telepedtek át ide. A 17-18. században számos felkelés (1662–1664, 1681–1683, 1704–1711, 1755) tört ki a földesúri-nemesi elnyomás ellen, de valamennyit leverték. Az orosz birodalom iszlám vallású népeinek vallási jogait csak 1798-ban ismerték el. 1865-ben megalakult az Ufai kormányzóság, amely a baskírok lakta területeket egyesítette (korábban az Orenburgi kormányzósághoz tartoztak). 
1919 márciusában megalakult a Baskír Autonóm Szovjet Szocialista Köztársaság.

## Népesség
A nemzetiségi megoszlás népszámlálásonként (fő és százalék).
| Nemzetiségek | 1926               | 1939               | 1959               | 1979               | 1989               | 2002               | 2010               |
| ------------ | ------------------ | ------------------ | ------------------ | ------------------ | ------------------ | ------------------ | ------------------ |
| oroszok      | 1 064 707 (39,95%) | 1 281 347 (40,56%) | 1 418 147 (42,44%) | 1 547 893 (40,26%) | 1 548 291 (39,27%) | 1 490 715 (36,32%) | 1 432 906 (35,19%) |
| baskírok     | 625 845 (23,48%)   | 671 188 (21,25%)   | 737 711 (22,08%)   | 935 880 (24,34%)   | 863 808 (21,91%)   | 1 221 302 (29,76%) | 1 172 287 (28,79%) |
| tatárok      | 621 158 (23,3%)    | 777 230 (24,6%)    | 768 566 (23%)      | 940 436 (24,46%)   | 1 120 702 (28,42%) | 990 702 (24,14%)   | 1 009 295 (24,78%) |
| csuvasok     | 84 886 (3,18%)     | 106 892 (3,38%)    | 109 970 (3,29%)    | 122 344 (3,18%)    | 118 509 (3,01%)    | 117 317 (2,86%)    | 107 450 (2,64%)    |
| marik        | 79 298 (2,98%)     | 90 163 (2,85%)     | 93 902 (2,81%)     | 106 793 (2,78%)    | 105 768 (2,68%)    | 105 829 (2,58%)    | 103 658 (2,55%)    |
| ukránok      | 76 610 (2,87%)     | 92 298 (2,92%)     | 83 594 (2,5%)      | 75 571 (1,97%)     | 74 990 (1,9%)      | 55 249 (1,35%)     | 39 875 (0,98%)     |
| udmurtok     | 23 256 (0,87%)     | 25 103 (0,79%)     | 25 388 (0,76%)     | 25 906 (0,67%)     | 23 696 (0,6%)      | 22 625 (0,55%)     | 21 477 (0,53%)     |
| mordvinok    | 49 813 (1,87%)     | 57 826 (1,83%)     | 43 582 (1,3%)      | 35 900 (0,93%)     | 31 923 (0,81%)     | 26 020 (0,63%)     | 20 300 (0,5%)      |

### Települések

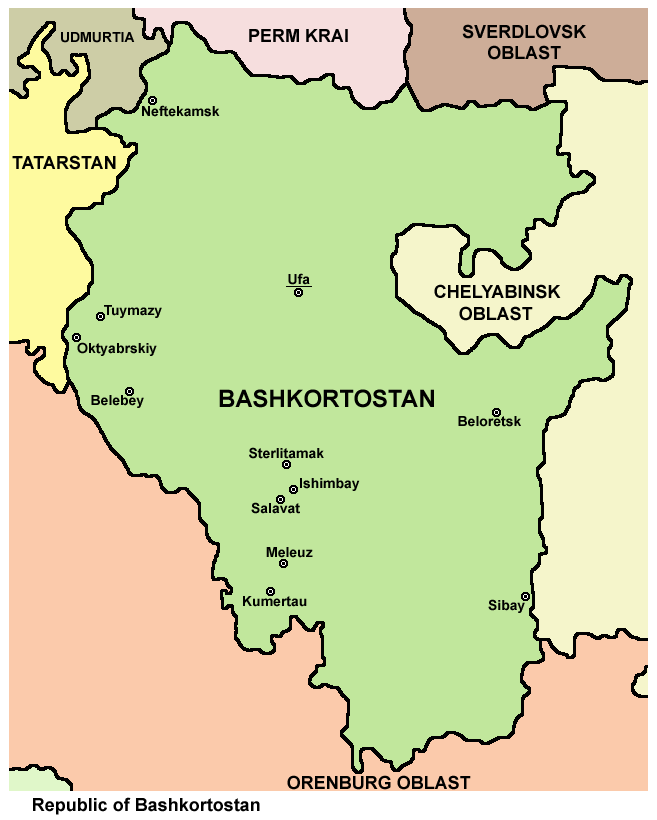
Baskíria térképe

Baskíriában (a 2010. évi népszámláláskor) 21 város, 2 városi jellegű település és 4534 falusi település található, mely utóbbiak közül 98 lakatlan. A városi jellegű települések száma 1987-ben még 42 volt, a Szovjetunió megszűnése óta azonban sokuk elvesztette e címét és faluvá alakult, Oroszország más területeihez hasonlóan, 4 viszont azóta városi címet kapott.
A 2010. évi népszámlálás adatai szerint Baskíriában 60% a városi (városokban vagy városi jellegű településeken élő) népesség aránya. A legnagyobb falu népessége megközelíti a 20 ezer főt, és összesen 72-é éri el a háromezret, melyek együttesen a köztársaság lakosainak 11%-a számára nyújtanak otthont. A településhálózat döntő részét azonban a legfeljebb néhány száz lakosú  aprófalvak alkotják.
Baskíria városai a következők (2010. évi népességükkel):
- Ufa (1 062 319)
- Sztyerlitamak (273 486)
- Szalavat (156 095)
- Nyeftyekamszk (121 733)
- Oktyabrszkij (109 474)
- Beloreck (68 806)
- Tujmazi (66 836)
- Isimbaj (66 259)
- Kumertau (62 851)
- Szibaj (62 763)
- Meleuz (61 390)
- Belebej (60 188)
- Birszk (41 635)
- Ucsali (37 788)
- Blagovescsenszk (34 239)
- Gyurtyuli (31 274)
- Janaul (26 924)
- Davlekanovo (24 073)
- Bajmak (17 710)
- Mezsgorje (17 352)
- Agigyel (16 370)

A városi jellegű települések:
- Csismi (21 196)
- Prijutovo (20 891)

## Államszervezet

### Politikai vezetés
A köztársaság élén korábban a köztársaság elnöke állt, később a tisztség nevét megváltoztatták, azóta a köztársaság vezetője (glava) áll:
- Murtaza Rahimov köztársasági elnök: 1993 és 2010 júliusa között. Hivatali ideje 2011 őszén járt volna le, de a 76 éves Rahimov helyére – Dmitrij Medvegyev ajánlása alapján – a köztársasági parlament Rusztem Hamitovot választotta meg.[11]
- Rusztem Zakijevics Hamitov: 2010. július 19. – 2018. október 11. A sorozatos vezetőcserék idején, 2018 őszén lemondott hivataláról.[12]
- Ragyij Faritovics Habirov: 2018. október 11. – Putyin elnök rendeletével a köztársaság vezetőjének feladatait ideiglenesen ellátó megbízott.[13]

A 2019. szeptember 8-i választáson a köztársaság vezetőjévé választották, szeptember 19-én iktatták be hivatalába. 2019. október 28-án bejelentette, hogy a köztársaság kormányfői posztját is átvette.

### Közigazgatás és önkormányzatok
Baskíria (a 2010. évi népszámláláskor) közigazgatási szempontból 54 járásra oszlik, ezen kívül a 21 város közül valamennyi köztársasági alárendeltségű, kivéve a zárt városként közvetlenül az Oroszországi Föderáció szövetségi szerveinek alárendelt Mezsgorje. A városok közül hathoz falusi települések is be vannak osztva, melyek így a városhoz hasonlóan nem tartoznak egyik járáshoz sem.
Az önkormányzatok területi beosztása nagyjából megegyezik a közigazgatási felosztással. Az 54 járás mindegyikében járási önkormányzat működik. A városok közül 9 (Ufa, Agigyel, Kumertau, Mezsgorje, Nyeftyekamszk, Oktyabrszkij, Szalavat, Szibaj és Sztyerlitamak) a járásoktól független városi körzetet alkot, melyek egyszintű önkormányzatok, egyszerre gyakorolják a járási és a községi önkormányzati hatásköröket. A többi 12 város és a 2 városi jellegű település városi községet alkot, melyek valamely járási önkormányzatnak alá vannak rendelve, akárcsak a 818 falusi község. A városokhoz beosztott falusi települések a megfelelő városi körzethez illetve városi községhez tartoznak.
Közigazgatási szempontból tehát Baskíria 54 járásra és 21 városra tagozódik, míg önkormányzati rendszerét 54 járási önkormányzat és 9 városi körzet, a járási önkormányzatoknak alárendelve pedig 14 városi és 818 falusi község alkotja.
A járások és székhelyeik:
- Abzelil járás (Aszkarovo)
- Alsejevszki járás (Rajevszkij)
- Arhangelszkojei járás
- Aszkinói járás
- Aurgazi járás (Tolbazi)
- Bajmaki járás
- Bakali járás
- Baltacsevói járás (Sztarobaltacsevo)
- Belebeji járás
- Belokataji járás (Novobelokataj)
- Belorecki járás
- Bizsbuljaki járás
- Birszki járás
- Blagovari járás (Jazikovo)
- Blagovescsenszki járás
- Burajevói járás
- Burzjan járás (Sztaroszubhangulovo)
- Buzgyaki járás
- Csekmagusi járás
- Csismi járás
- Davlekanovói járás
- Duvani járás (Meszjagutovo)
- Fjodorovkai járás (Fjodorovka)
- Gafuri járás (Krasznouszolszkij)
- Gyurtyuli járás (Gyurtyuli)
- Hajbullinai járás (Akjar)
- Iglinói járás
- Ilisevszki járás (Verhnyejarkejevo)
- Isimbaji járás
- Janauli járás
- Jermekejevói járás
- Kaltaszi járás
- Karaigyeli járás
- Karmaszkali járás
- Kigi járás (Verhnyije Kigi)
- Krasznokamszki járás (Nyikolo-Berjozovka)
- Kugarcsi járás (Mrakovo)
- Kujurgazai járás (Jermolajevo)
- Kusnarenkovói járás
- Mecsetlinói járás (Bolseusztyjikinszkoje)
- Meleuzi járás
- Miskinói járás
- Mijakinszki járás (Kirgiz-Mijaki)
- Nurimanov járás (Krasznaja Gorka)
- Sarani járás
- Szalavat járás (Malojaz)
- Sztyerlibasevói járás
- Sztyerlitamaki járás
- Tatisli járás (Verhnyije Tatisli)
- Tujmazi járás
- Ucsali járás
- Ufai járás
- Ziancsurinszki járás (Iszjangulovo)
- Zilairi járás

## Kultúra

### Gasztronómia

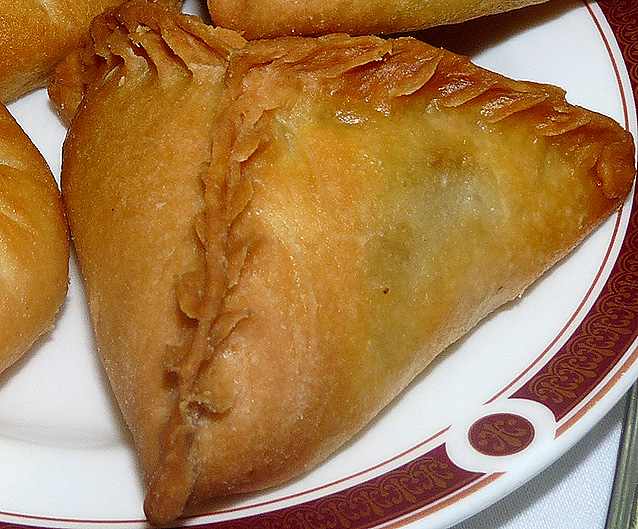
öcspocsmak, hússal és burgonyával töltött, háromszög alakú sült tészta
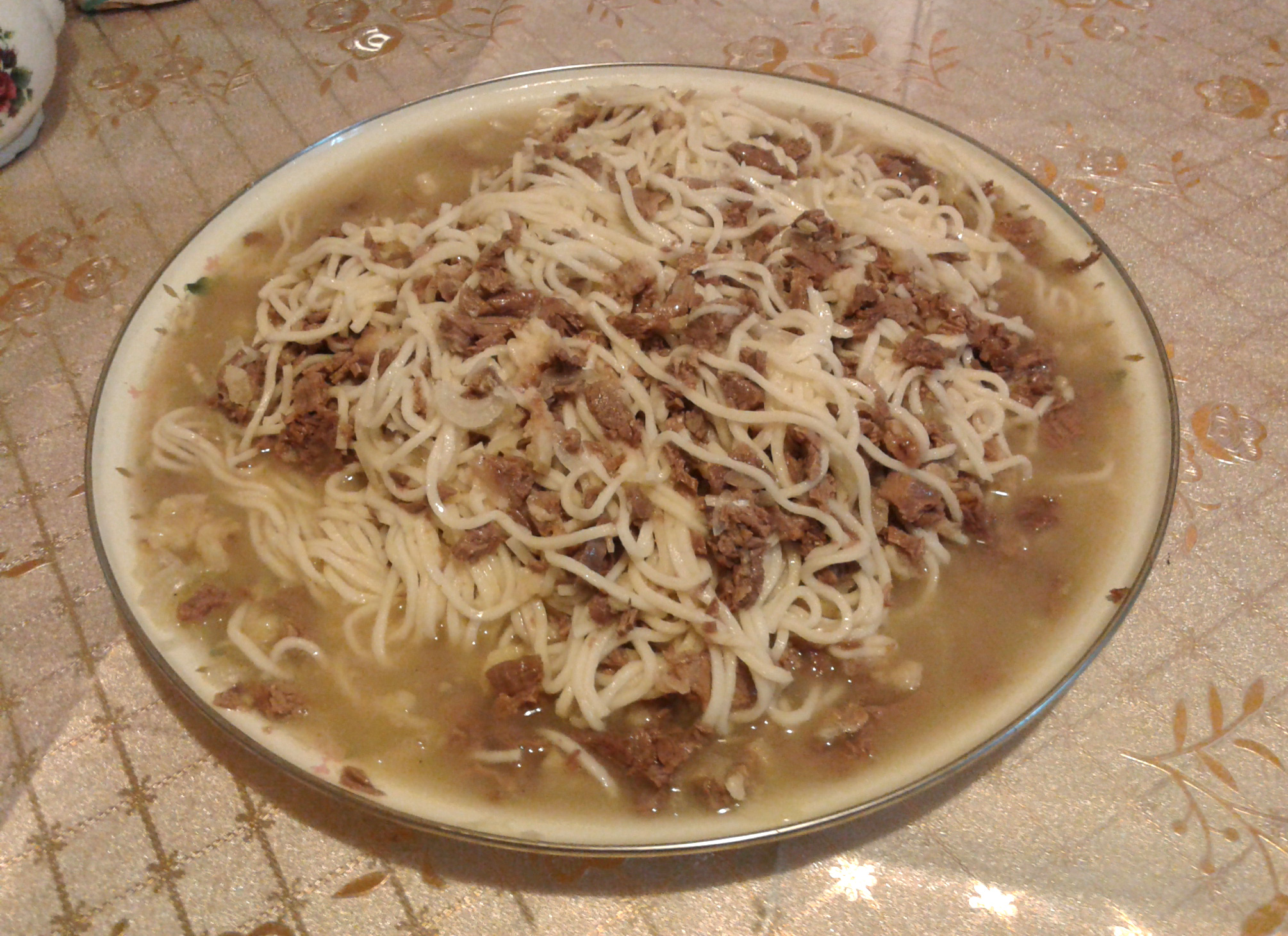
Besbarmak, főtt tészta ló- vagy birkahússal, hagymaszószban
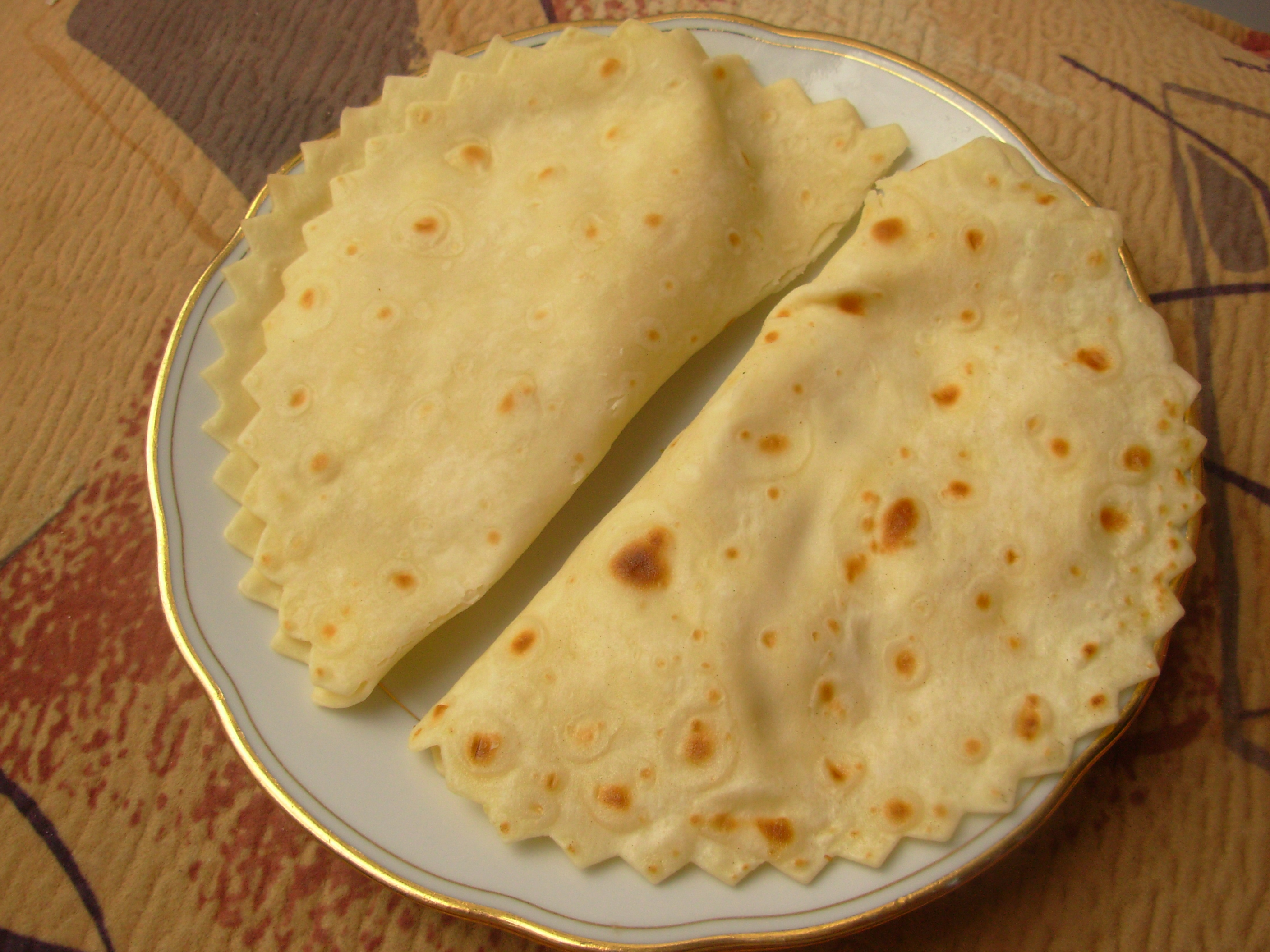
Kistibi, kenyérféle, tésztaétel töltelékkel

## Turizmus

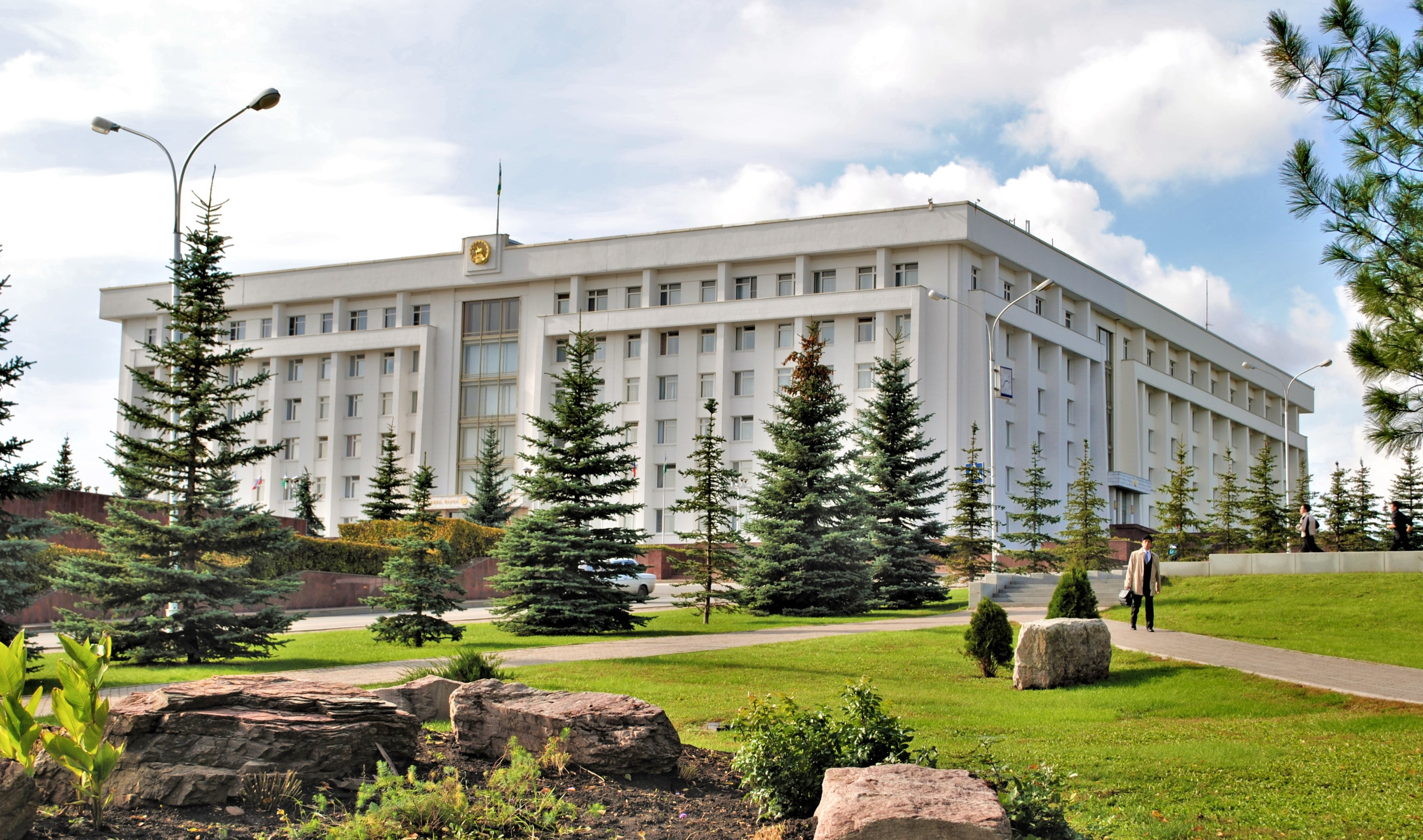
Ufa, a székhely
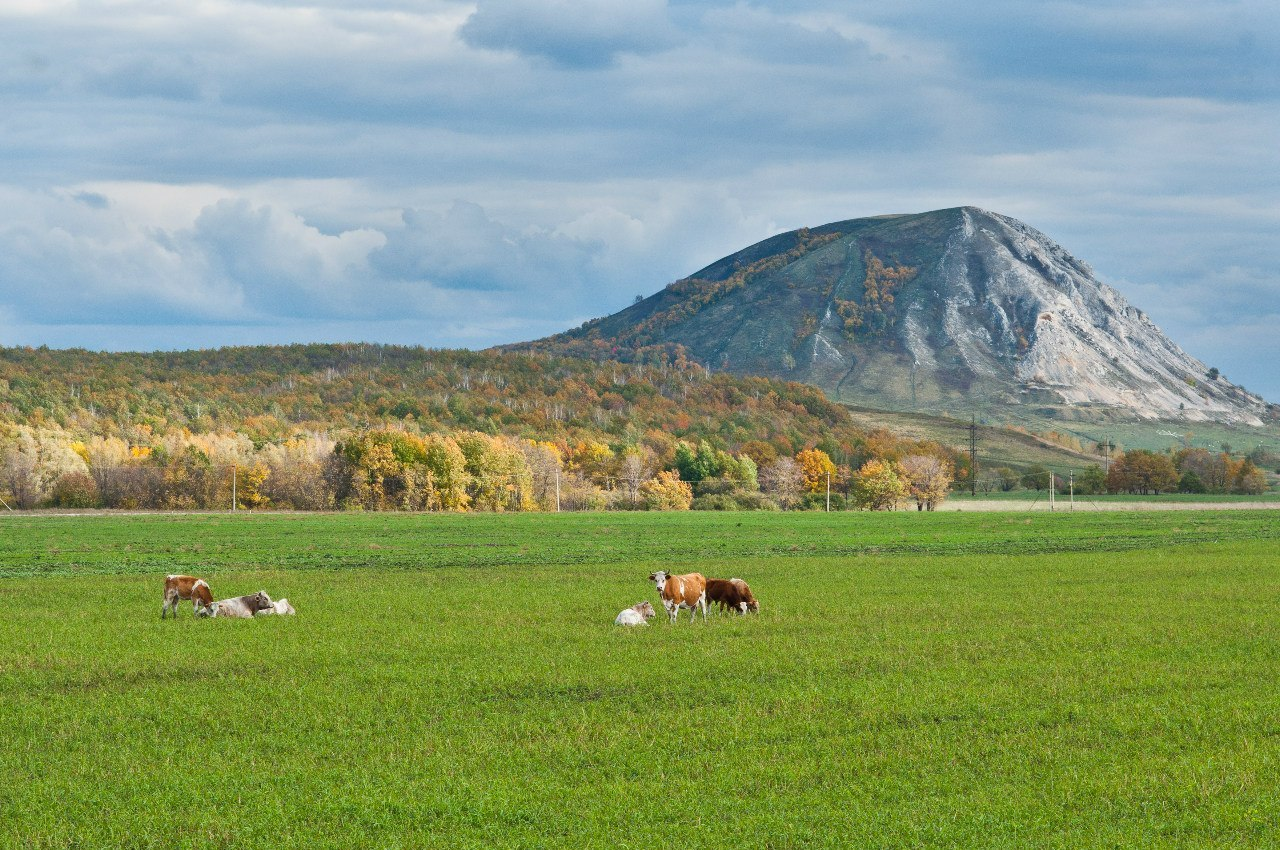
A Toratau
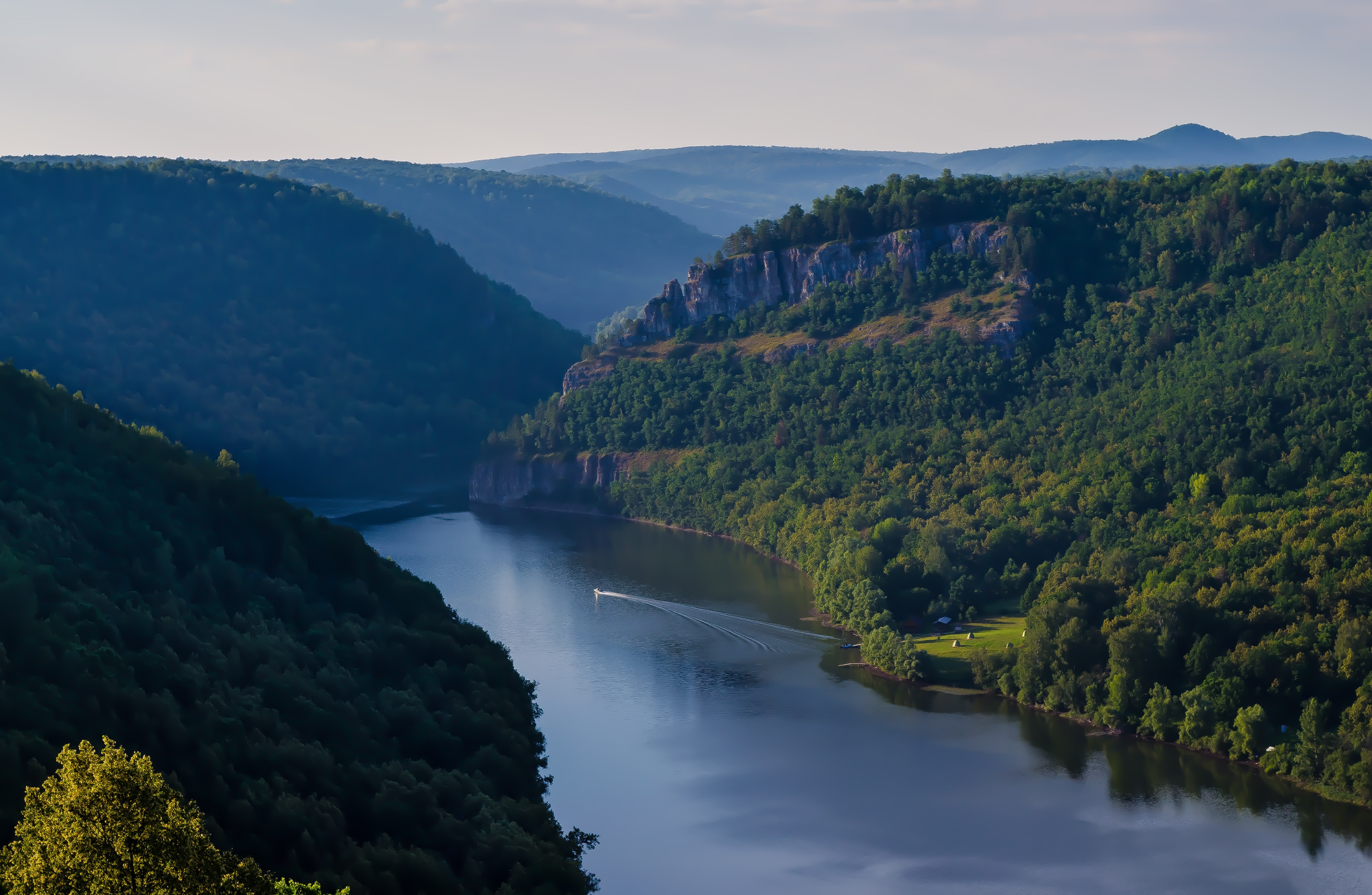
A Nugus-völgye